# Vasúti fényjelzők Magyarországon
A MÁV 1962-1967 között tért át a sebességjelzési rendszer alkalmazására. A biztosított fény főjelzők és előjelzők sebességjelzést adnak, s a velük adott azonos jelzések értelme ugyanaz, bármilyen elnevezésű vagy közelebbi rendeltetésű fényjelző adja azokat.

## Jelzők csoportosítása
A vasúti fényjelzőket több szempontból is csoportosíthatók. Forgalmi szempontból vannak főjelzők, előjelzők, ismétlőjelzők, tolatási mozgást szabályozó jelzők és egyéb jelzők.
Működésük szerint lehetnek önműködő, félig önműködő és nem önműködő jelzők. Az önműködő jelzőkön a jelzés emberi beavatkozás nélkül, a közlekedő vonat hatására változik. A félig önműködő jelzőt a jelzőt kezelő dolgozó állítja továbbhaladást engedélyező állásba, „Megállj!” jelzésre pedig az elhaladó vonat hatására vált. A nem önműködő jelzőt a jelzőt kezelő állítja továbbhaladást engedélyező és megtiltó állásba egyaránt.
Biztosítottságuk szerint pedig biztosított és nem biztosított fényjelzőket különböztetünk meg. A biztosított jelzők esetében a jelzők és a váltók között szerkezeti függés van, így a jelzőt csak akkor lehet szabad továbbhaladást engedélyező állásba állítani, ha a vonat továbbhaladása veszélytelen. A nem biztosítottaknál ez a feltétel nem teljesül, így akkor is lehet adni szabad jelzést, ha a vágányút nincs rögzítve.

#### Fedezőjelzők

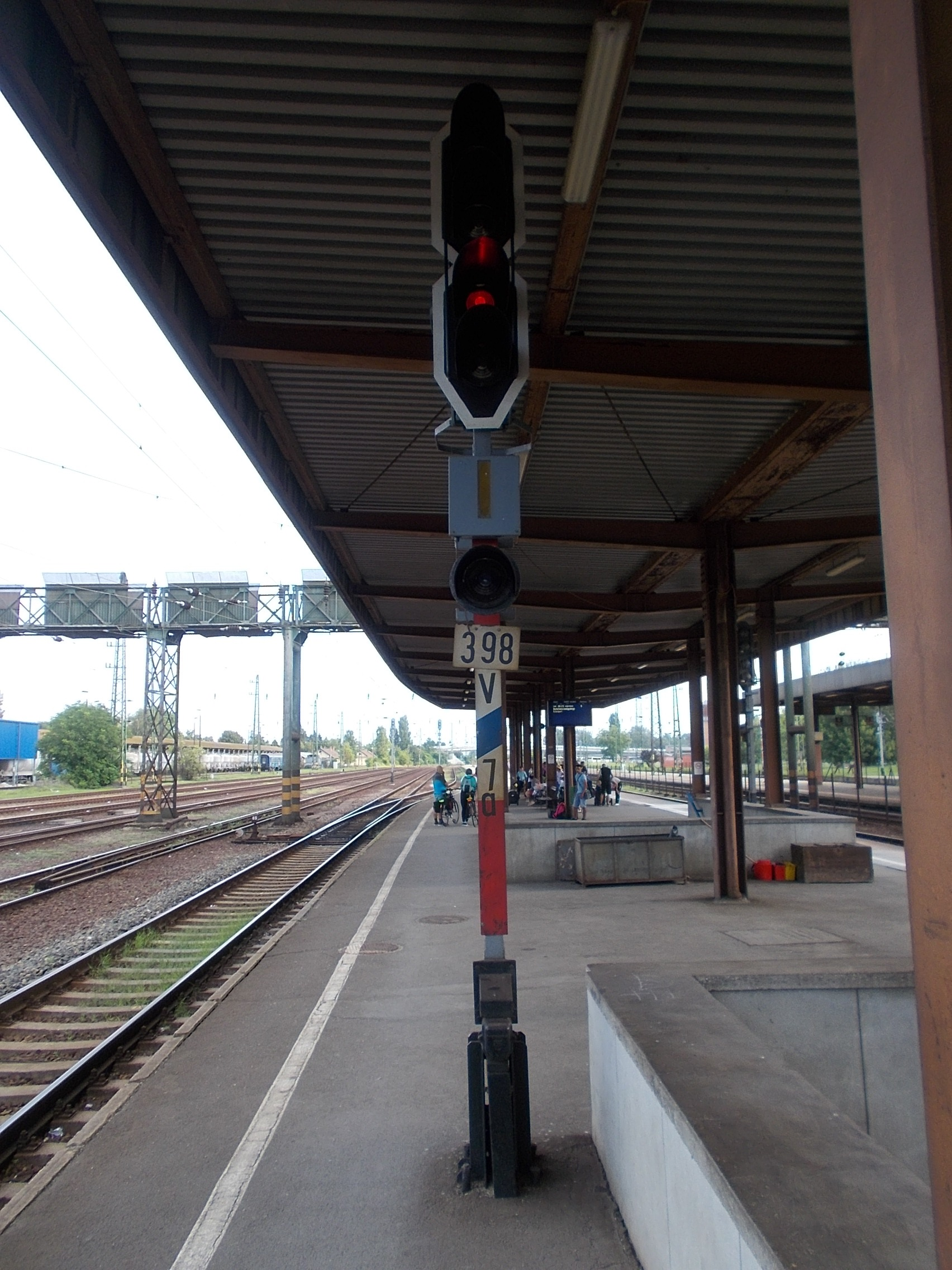
Kijáratijelző Hatvanban; a jelző képes tolatási mozgásokat szabályozó jelzéseket is adni, emellett 15 km/h-val engedélyező jelzésre is alkalmas.

### Főjelzők

#### Térközjelzők
A nyílt vonalat a pálya kapacitásának növelése érdekében térközökre lehet osztani. Az így térközi közlekedésre kiépített pályán minden térköz elején térközjelzőt kell állítani.
Önműködő térközjelző
Háromoptikás jelzők, melyek jelzőárbóca végig fehér színű. Zöld, vörös és sárga jelzés adására képesek.
Ha egy vonat az aktuális térközben tartózkodik, akkor ennek a jelzője vörös jelzést ad (a térköz foglalt), az ez előtti első térköz sárga (a következő térköz foglalt), az ez előtt kettővel levő és az az előtti térközök jelzői egyaránt zöld jelzést adnak (szabad).
Kétvágányú pályák esetén általában a pálya mindkét oldalára, mindkét irányból kitűzik. A helytelen vágányok felőli térközjelzők – a megfelelő irányokból – szabványosan sötétek. A térközjelzők eleve sötétek ellenkező menetirány esetén. Ha a következő jelzőnél legfeljebb 40 km/h-val lehet elhaladni, az adott térközjelző villogó sárgát mutat, míg, ha nagyobb sugarú kitérő esetén legfeljebb 80 km/h-val, akkor villogó zöld jelzést ad.
Ha a vonat „Megállj!” vagy jelzést nem adó önműködő térközjelzőhöz érkezik, akkor amennyiben a jármű rendelkezik jól működő vonatbefolyásoló berendezéssel, akkor megállás nélkül, olyan sebességgel (legfeljebb 15 km/h) lehet meghaladni, hogy a vonat a jelentkező akadály előtt megállítható legyen. A jelző meghaladása után a vezetőállás jelzőjén kapott jelzés megfelelően közlekedhet. Ha rajta szabad jelzés jelenik meg, akkor zavar van, a térközjelző meghibásodott, a sebességszabályzás a vezetőállás jelzője szerint végzendő. Ha megállj jelzés jelenik meg rajta, akkor a térköz valóban foglalt, a sebesség a legjobb látási viszonyok mellett sem növelhető 15 km/h fölé, és az előtte lévő vonatot legfeljebb 200 méter távolságból közelítheti meg. Amennyiben a jármű nem rendelkezik jól működő vonatbefolyásoló berendezéssel, akkor a jelző előtt meg kell állni, és a megállástól számított 2 perc elteltével, ha a térközjelzőn nem jelenik meg továbbhaladást engedélyező jelzés, akkor el lehet indulni, de a 15 km/h sebességet nem szabad túllépni.
Nem biztosított (vonatjelentő) fény térközjelző
Kétoptikás jelzők, melyek árbóca vörös-fehér sávozású. Vörös és zöld jelzés adására képesek.
Jelzései a megállj (a térköz foglalt), és a szabad sebességcsökkentés nélkül (a térközben vonat nem tartózkodik).
Külön előjelzője egy sárga-fehér árbócú, kétoptikás jelző, mely zöld (a térközjelzőn szabad jelzés várható) és sárga (a térközjelzőn megállj jelzés várható) jelzés adására képes.
A jelzőt és annak külön előjelzőjét térközönként a térközőrhelyen a térköz- (vonatjelentő-) őr állítja a szomszédos állomásoktól kapott elő- és visszajelentések alapján a közeledő vonatok részére. Mivel a jelzőállításhoz személyi jelenlét szükséges, nagyobb a hiba és az ebből származó vonatbaleset kockázata, mint az önműködő térközjelzőknél.

### Jelzőárbócok
A jelző típusának megállapítását a jelzőárbóc színezése segíti.
| Főjelző | Nem biztosított főjelző | Önműködő térközjelző | Előjelző vagy ismétlőjelző | Nem biztosított előjelző vagy ismétlőjelző | Tolatásjelző | Nem biztosított tolatásjelző | Tolatásjelzővel egyesített fény főjelző | Mellékvonali ellenőrző jelző |
| ------- | ----------------------- | -------------------- | -------------------------- | ------------------------------------------ | ------------ | ---------------------------- | --------------------------------------- | ---------------------------- |
|         |                         |                      |                            |                                            |              |                              |                                         |                              |

## A jelzők jelzései
A sebességjelzési keretében 0–160 km/h sebességtartományban adhatók jelzések:
- A pályára engedélyezett sebesség (Max)
- 160, 120, 80 és 40 km/h csökkentett sebesség
- Megállást jelentő nulla sebesség

### Főjelzők

#### Biztosított főjelzők
Minden főjelző képes szabad és „Megállj!” jelzést adni, ezen kívül a három- és négyoptikás jelzők tudnak sebességre és a következő jelzőre is jelzést adni. Négyoptikás jelző esetén az osztott főlap alsó része határozza meg, hogy a vonat milyen sebességgel érkezhet a jelzőhöz és hogy milyen sebességgel haladhat tovább a jelző után következő váltókon, a felső rész pedig jelzést ad hogy milyen sebességgel érkezhet a következő jelzőhöz. A háromoptikás jelzőkön egy sárga optikával kevesebb van, de ez is képes sebesség, vagy előjelzésre.
A következő jelzőre vonatkozó előjelzések az alábbiak lehetnek:
- Szabad: a főlapon folyamatosan világító zöld fény
- Szabad 80 km/h érkezési sebességgel: a főlapon villogó zöld fény
- Szabad 40 km/h érkezési sebességgel: a főlapon villogó sárga fény
- Megállj: a főlapon legalább egy folyamatosan világító sárga fény

A legnagyobb sebességgel szabad érkezni
Amennyiben a főlapon csak egy fény világít, és az nem vörös színű, akkor a vonat elejével a jelzőhöz legfeljebb a vonatnál alkalmazható legnagyobb sebességgel szabad érkezni.
| MAX | 80 | 40 | 0 | - MAX: Szabad az áthaladás, a következő jelzőn a vonatnál alkalmazható legnagyobb sebességgel továbbhaladást engedélyező jelzés várható. - 80: Szabad az áthaladás, a következő jelzőn a vonatnál alkalmazható legfeljebb 80 km/h továbbhaladást engedélyező jelzés várható. - 40: Szabad az áthaladás, a következő jelzőn a vonatnál alkalmazható legfeljebb 40 km/h továbbhaladást engedélyező jelzés várható. - 0: Szabad az áthaladás, a következő jelzőn Magállj! jelzés várható. |
|     |    |    |   | - MAX: Szabad az áthaladás, a következő jelzőn a vonatnál alkalmazható legnagyobb sebességgel továbbhaladást engedélyező jelzés várható. - 80: Szabad az áthaladás, a következő jelzőn a vonatnál alkalmazható legfeljebb 80 km/h továbbhaladást engedélyező jelzés várható. - 40: Szabad az áthaladás, a következő jelzőn a vonatnál alkalmazható legfeljebb 40 km/h továbbhaladást engedélyező jelzés várható. - 0: Szabad az áthaladás, a következő jelzőn Magállj! jelzés várható. |

Legfeljebb 80 km/h sebességgel szabad érkezni
Amennyiben a főlapon az alsó sárga fény folyamatos világít, és főlap alatt vagy világít egy zöld vízszintes lámpasor, vagy jelzőlapon megjelenik egy 8-as számkijelzés, akkor a vonat elejével a jelzőhöz legfeljebb 80 km/h sebességgel szabad érkezni.
| MAX | 80 | 40 | 0 | - MAX: Szabad az áthaladás, a következő jelzőn a vonatnál alkalmazható legnagyobb sebességgel továbbhaladást engedélyező jelzés várható. - 80: Szabad az áthaladás, a következő jelzőn a vonatnál alkalmazható legfeljebb 80 km/h továbbhaladást engedélyező jelzés várható. - 40: Szabad az áthaladás, a következő jelzőn a vonatnál alkalmazható legfeljebb 40 km/h továbbhaladást engedélyező jelzés várható. - 0: Szabad az áthaladás, a következő jelzőn Magállj! jelzés várható. |
|     |    |    |   | - MAX: Szabad az áthaladás, a következő jelzőn a vonatnál alkalmazható legnagyobb sebességgel továbbhaladást engedélyező jelzés várható. - 80: Szabad az áthaladás, a következő jelzőn a vonatnál alkalmazható legfeljebb 80 km/h továbbhaladást engedélyező jelzés várható. - 40: Szabad az áthaladás, a következő jelzőn a vonatnál alkalmazható legfeljebb 40 km/h továbbhaladást engedélyező jelzés várható. - 0: Szabad az áthaladás, a következő jelzőn Magállj! jelzés várható. |

Legfeljebb 40 km/h sebességgel szabad érkezni
Amennyiben a főlapon két fény világít, melyek közül egyik sem vörös színű, akkor a vonat elejével a jelzőhöz legfeljebb 40 km/h sebességgel szabad érkezni.
| MAX | 80 | 40 | 0 | - MAX: Szabad az áthaladás, a következő jelzőn a vonatnál alkalmazható legnagyobb sebességgel továbbhaladást engedélyező jelzés várható. - 80: Szabad az áthaladás, a következő jelzőn a vonatnál alkalmazható legfeljebb 80 km/h továbbhaladást engedélyező jelzés várható. - 40: Szabad az áthaladás, a következő jelzőn a vonatnál alkalmazható legfeljebb 40 km/h továbbhaladást engedélyező jelzés várható. - 0: Szabad az áthaladás, a következő jelzőn Magállj! jelzés várható. |
|     |    |    |   | - MAX: Szabad az áthaladás, a következő jelzőn a vonatnál alkalmazható legnagyobb sebességgel továbbhaladást engedélyező jelzés várható. - 80: Szabad az áthaladás, a következő jelzőn a vonatnál alkalmazható legfeljebb 80 km/h továbbhaladást engedélyező jelzés várható. - 40: Szabad az áthaladás, a következő jelzőn a vonatnál alkalmazható legfeljebb 40 km/h továbbhaladást engedélyező jelzés várható. - 0: Szabad az áthaladás, a következő jelzőn Magállj! jelzés várható. |

Egyéb jelzések
| 1 | 2 | 3 | 4 | 5 | - 1: Megállj! - 2: Hívójelzés. A jelzés mellett az F.2. sz. Forgalmi Utasításban szabályozott módon lehet közlekedni olyan sebességgel (legfeljebb 15 km/h), hogy a vonat a jelentkező akadály előtt megállítható legyen. - 3: Hívójelzés feloldása. A jelző mellett való elhaladást követően a vonat sebessége csak akkor növelhető, ha a vonat utolsó kocsija is elhagyta a feloldó jelzést. - 4: Szabad az áthaladás legfeljebb 15 km/h sebességgel, a következő jelzőn Megállj! jelzés várható. Olyan esetben használják, ahol a következő jelzőig nincs meg a tényleges fékúttávolság fele sem, vagy ahol a biztosítóberendezés lehetővé teszi a vonatoknak foglalt vágányra történő bejáratását. - 5: Szabad az áthaladás, a nem átmenő fővágányon álló vonat számára legfeljebb 40 km/h sebességgel, a következő jelzőn a vonatnál alkalmazható legnagyobb sebességgel továbbhaladást engedélyező jelzés várható. |
|   |   |   |   |   | - 1: Megállj! - 2: Hívójelzés. A jelzés mellett az F.2. sz. Forgalmi Utasításban szabályozott módon lehet közlekedni olyan sebességgel (legfeljebb 15 km/h), hogy a vonat a jelentkező akadály előtt megállítható legyen. - 3: Hívójelzés feloldása. A jelző mellett való elhaladást követően a vonat sebessége csak akkor növelhető, ha a vonat utolsó kocsija is elhagyta a feloldó jelzést. - 4: Szabad az áthaladás legfeljebb 15 km/h sebességgel, a következő jelzőn Megállj! jelzés várható. Olyan esetben használják, ahol a következő jelzőig nincs meg a tényleges fékúttávolság fele sem, vagy ahol a biztosítóberendezés lehetővé teszi a vonatoknak foglalt vágányra történő bejáratását. - 5: Szabad az áthaladás, a nem átmenő fővágányon álló vonat számára legfeljebb 40 km/h sebességgel, a következő jelzőn a vonatnál alkalmazható legnagyobb sebességgel továbbhaladást engedélyező jelzés várható. |

### Ismétlőjelzők

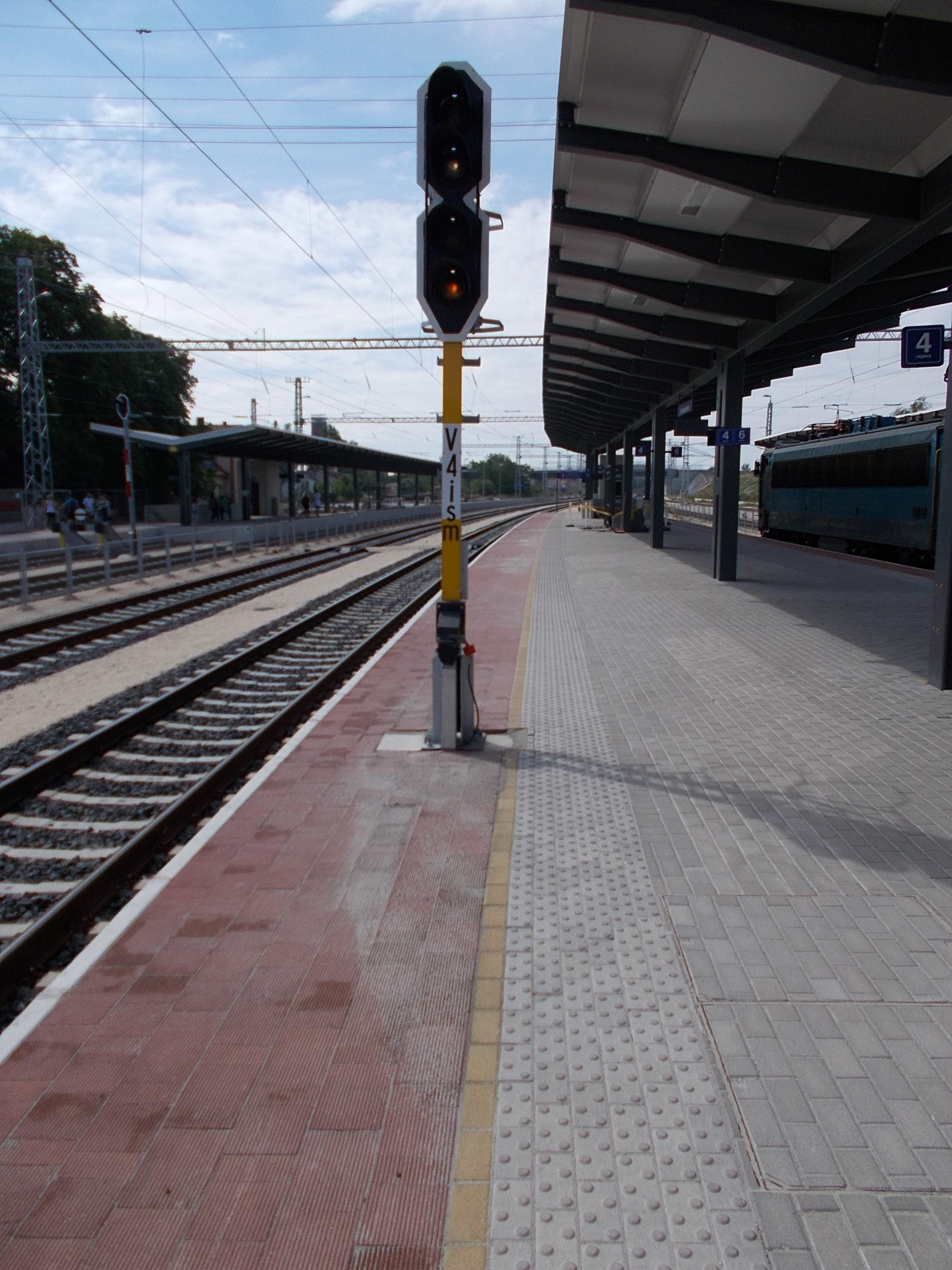
Százhalombatta egyik végponti kijárati jelzőjének ismétlőjelzője

Akkor alkalmazzák, ha a főjelző a szabadlátás korlátozottsága miatt nem látható az előírt rálátási távolságból ([V(km/h)*10]:3 vagy min. 200 m). Az ismétlőjelző nem ad sebességjelzést, csak továbbhaladást engedélyező vagy tiltó jelzésről tájékoztat. Sárga-fehér sávozású árbócuk van.
| 1 | 2 |  |
| - | - |  |
|   |   |  |

Magyarázat:
1. A főjelzőn továbbhaladást engedélyező jelzés van.
2. A főjelzőn megállj jelzés van.

### Tolatási mozgást szabályozó jelzők
A tolatás szabályozására használt jelzők nem minden esetben vannak árbócon, ha olyan sűrűn vannak, hogy a sok árbócos tolatásjelző zavarná a látási viszonyokat, akkor a sínpár mellett, árbóc nélkül, csak magukat a jelzőkészülékeket helyezik el.

#### Tolatásjelzők
| 1 | 2 | 3 |
| - | - | - |
|   |   |   |

Magyarázat:
1. Szabad a tolatás. Tolatásjelzővel egyesített fény főjelző esetén. Vonatok számára kihaladást tiltó jelzés.
2. Szabad a tolatás.
3. Tilos a tolatás.

## Galéria

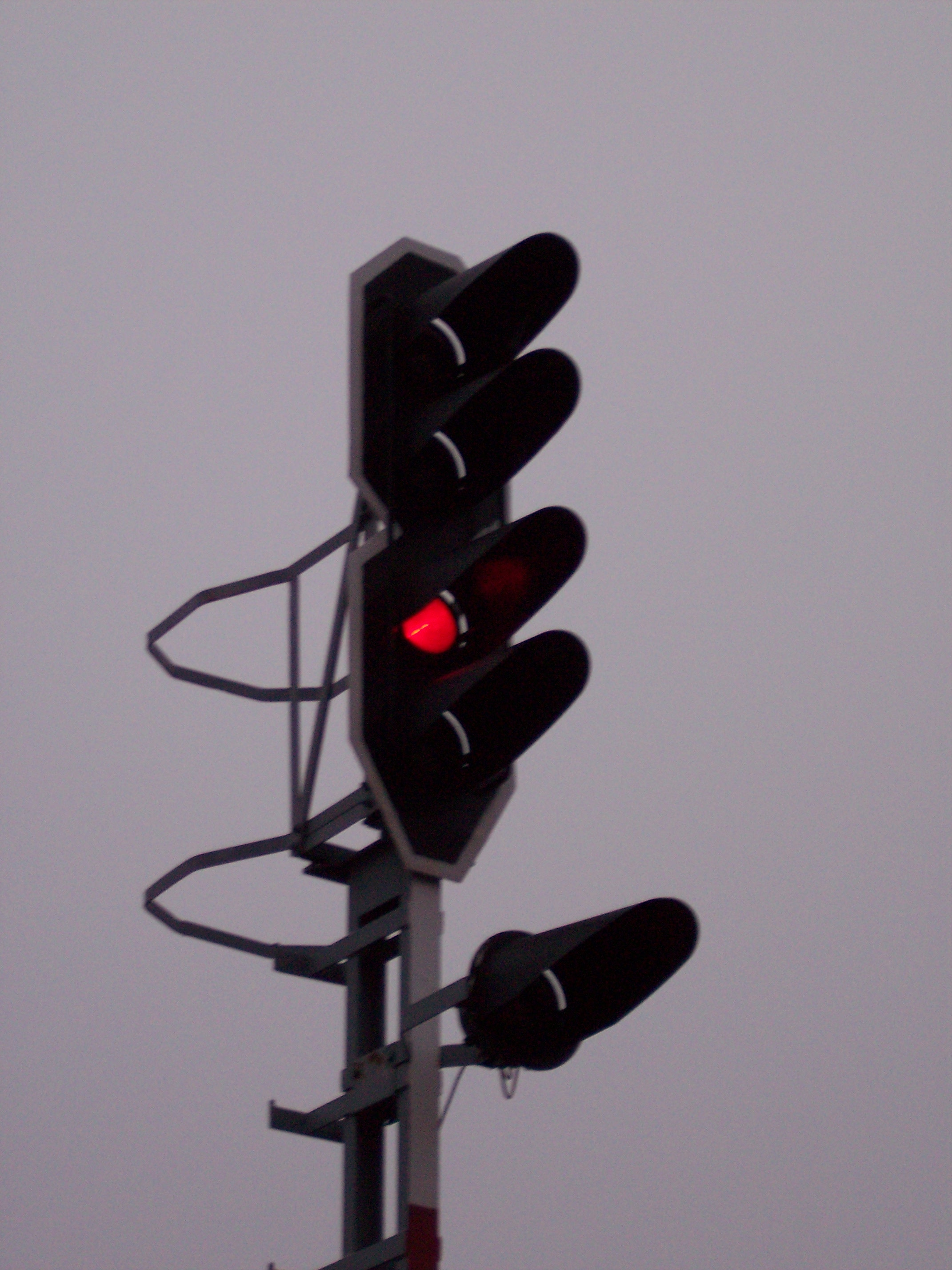
Vasúti fényjelző
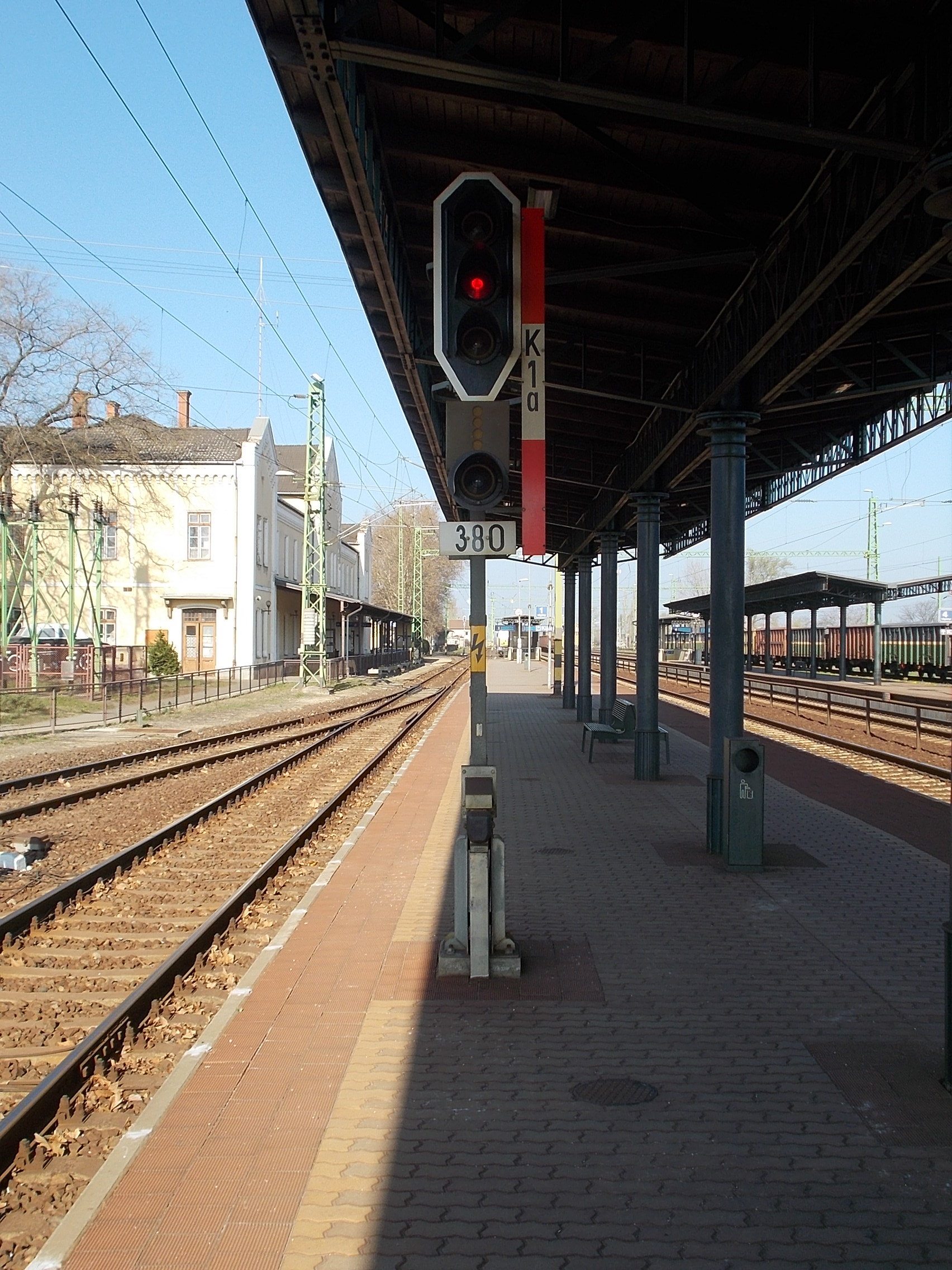
Fényjelző Mezőtúr vasútállomáson a Szolnok–Békéscsaba–Lőkösháza-vasútvonalon
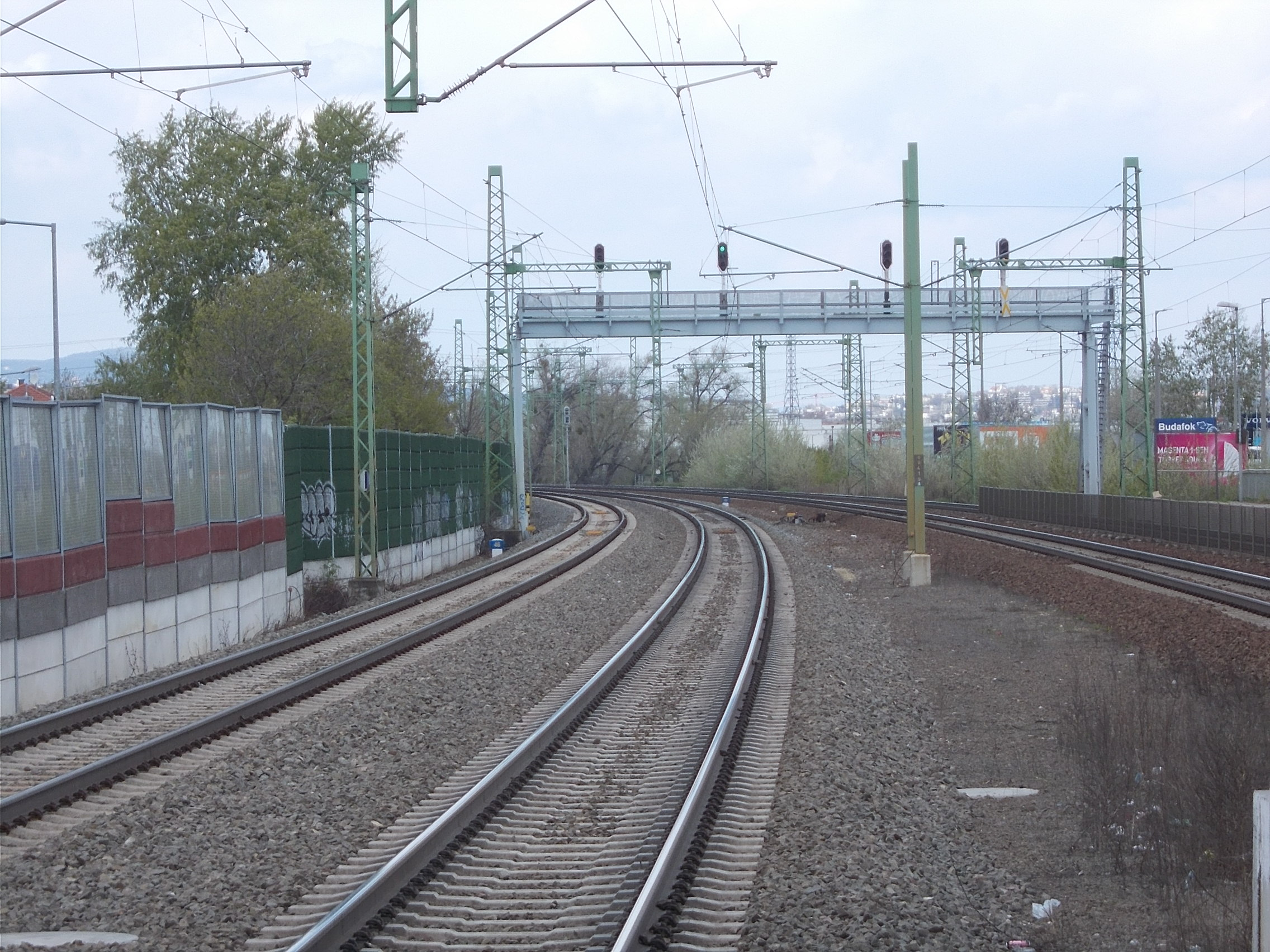
Jelzőhídra felhelyezett térközjelzők Budafokon a Budapest–Pécs-vasútvonalon
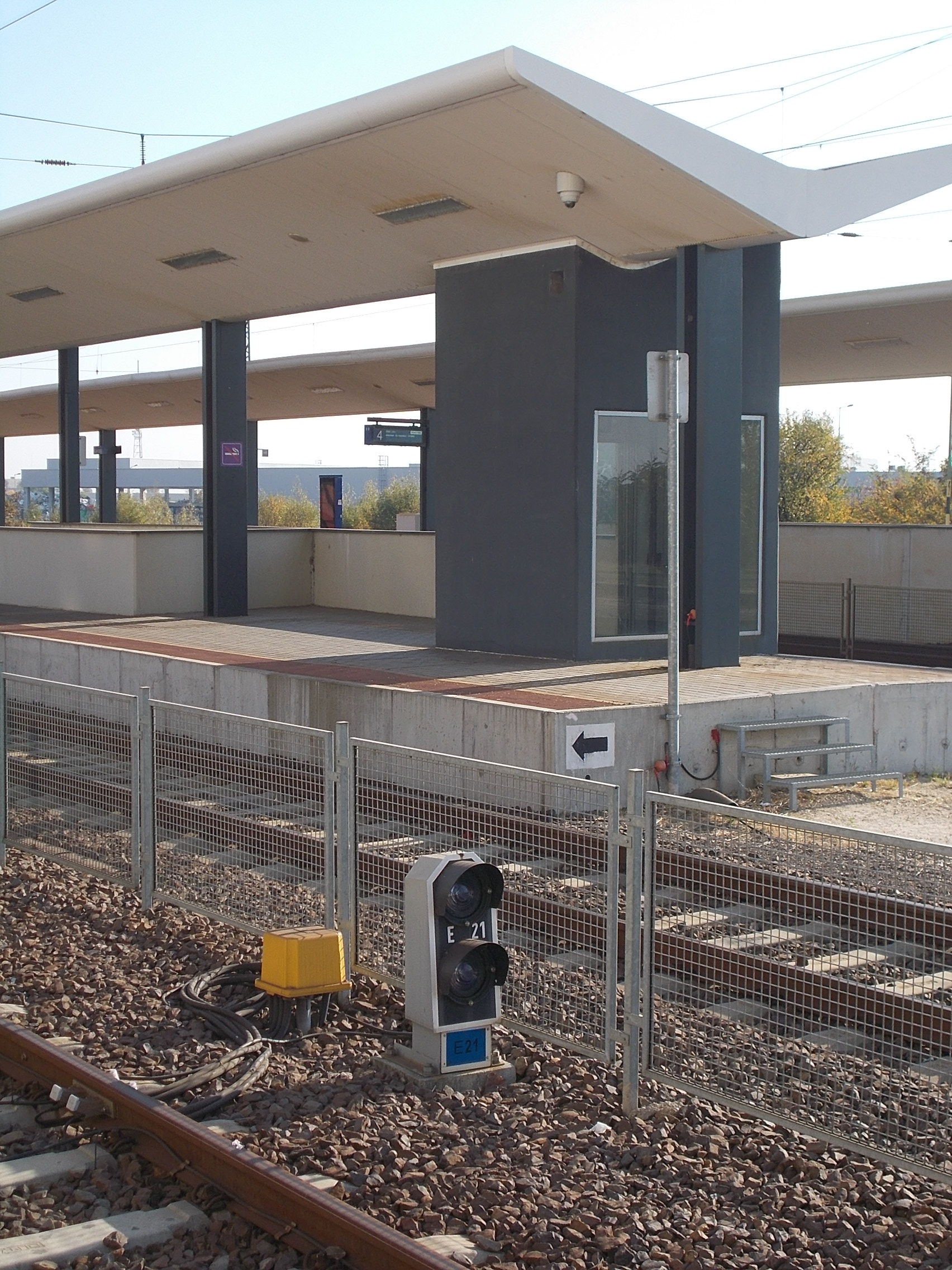
Tolatásjelző Karcag vasútállomáson a Budapest–Záhony-vasútvonalon
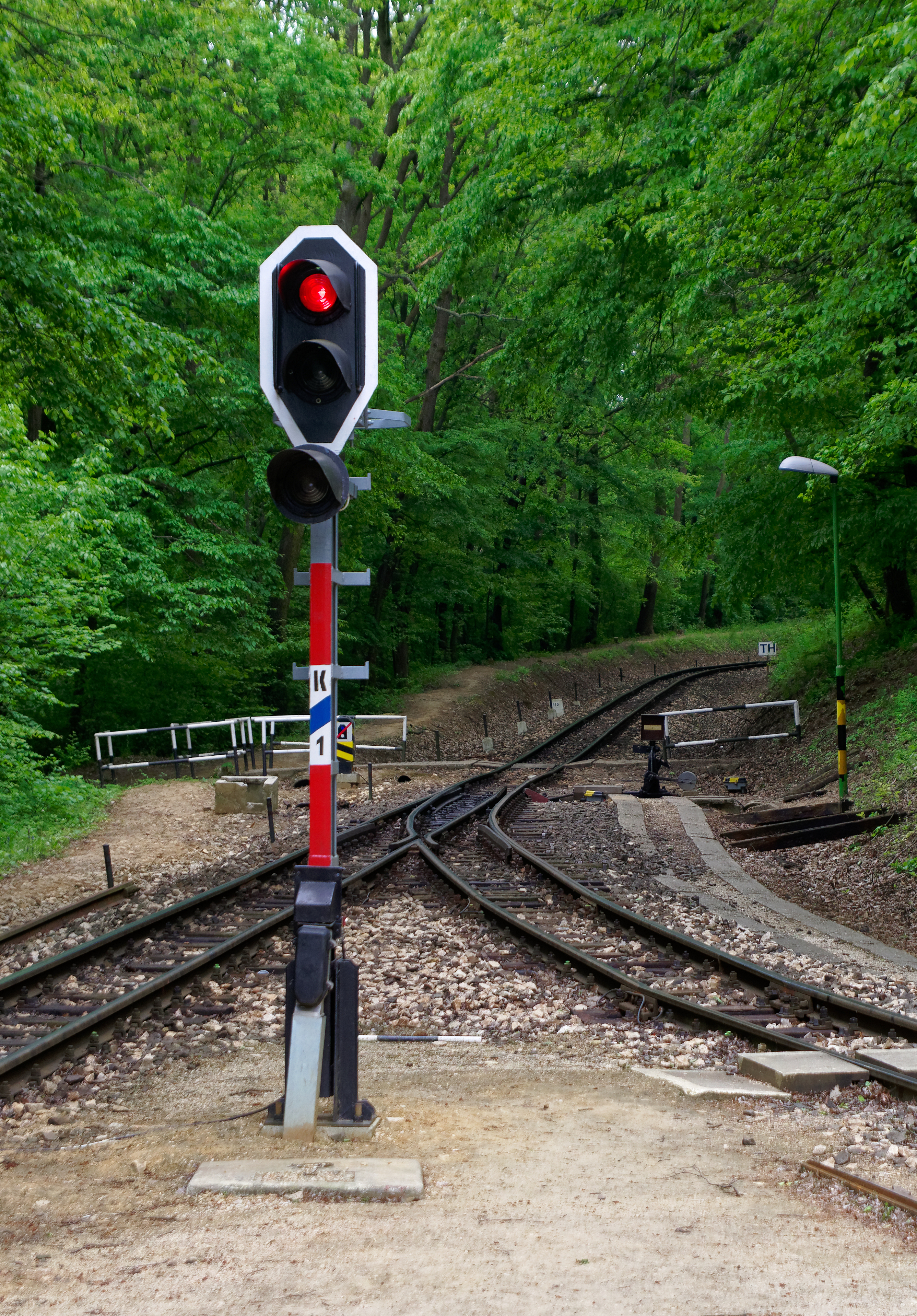
Egyesített kijárati és tolatásjelző a budapesti Gyermekvasúton, Hűvösvölgy állomáson
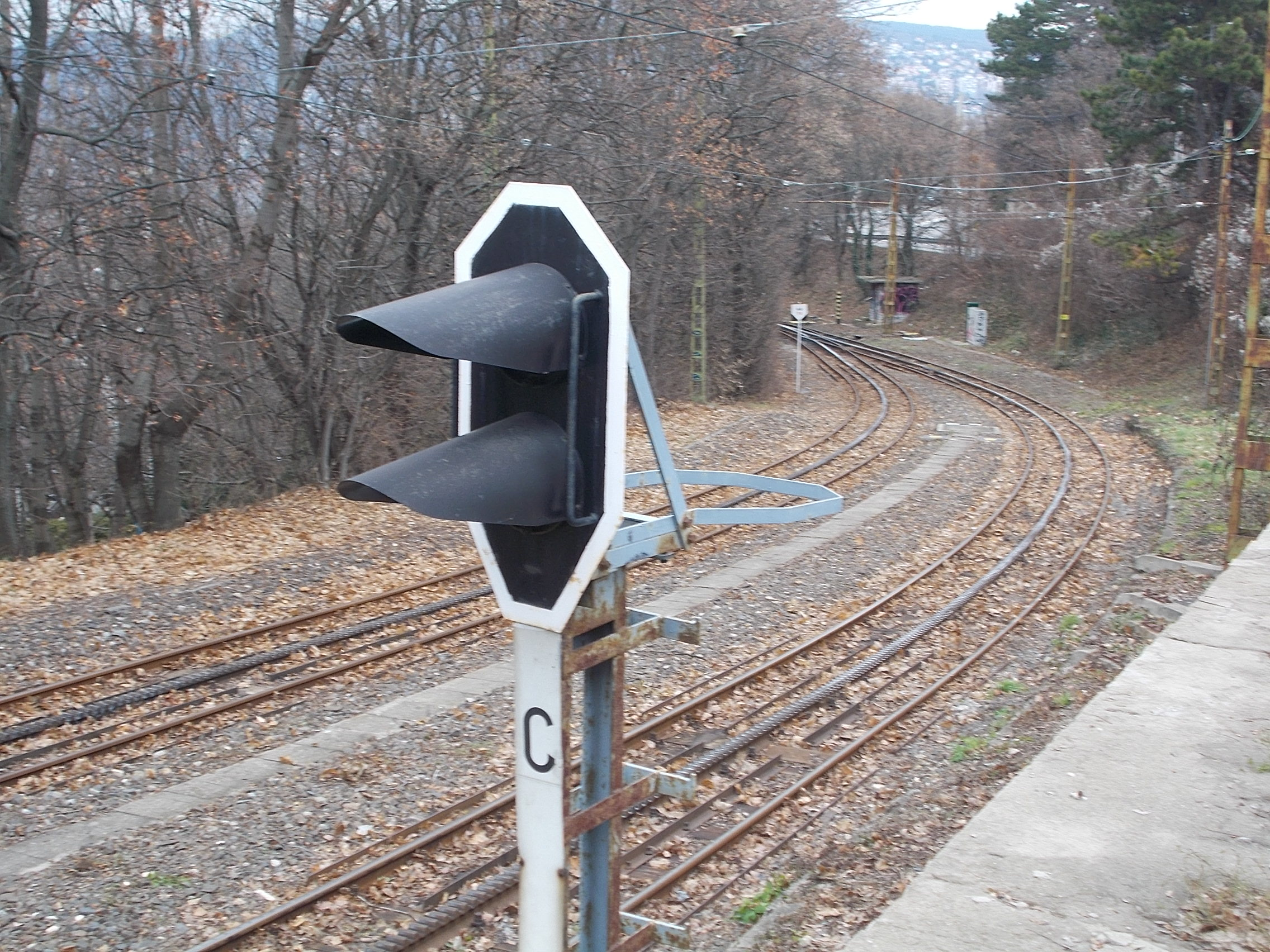
Fényjelző a Budapesti fogaskerekű vasút Adonis utcai megállójában